# Costo del capitale proprio
In finanza, il costo del capitale proprio (in inglese cost of equity) rappresenta il tasso di rendimento minimo che un'azienda deve offrire ai propri azionisti per la liquidità da questi ricevuti. Equivale, secondo la teoria del Capital asset pricing model, al "tasso di rendimento del capitale proprio". 

## Descrizione
Incorpora in sé due componenti: la prima di remunerazione "temporale", la seconda una remunerazione per il "rischio" (volatilità) cui questi sono soggetti.
Esistono diverse formule per stimare il costo del capitale proprio:
- Una semplificata e basata sulle attese di rendimento o sul passato effettivo

{\displaystyle r_{e}={Dividendi\ per\ azione \over prezzo\ attuale\ dell'azione}+tasso\ di\ crescita\ dei\ dividendi}
- La metodologia Roe Discount Model che può essere utilizzata anche per società che non pagano dividendi

- Una, molto articolata, basata sulla teoria del Capital asset pricing model che offre un'analisi maggiormente comprensiva ed esaustiva dell'argomento, fornendo non tanto una risposta basata solo sul passato e sulle dinamiche e politiche di bilancio/mercato aziendale, ma ponendo in relazione il rendimento totale (dividendo e incremento/decremento del prezzo dell'azione in oggetto) in relazione al mercato in cui tale azione opera, la struttura di capitale adottata, la struttura di tassi di interesse del momento in analisi nonché la fiscalità specifica del paese in cui l'azienda opera.

{\displaystyle \ r_{e}=\beta _{em}\left({\textrm {E}}[r_{m}]-r_{f}\right)+r_{f}}
dove {\displaystyle \ r_{e},\ r_{m}} sono il rendimento lordo del titolo in questione e del portafoglio di mercato, {\displaystyle \ r_{f}} è il rendimento lordo privo di rischio, e
{\displaystyle \ \beta _{em}={\frac {{\textrm {cov}}(R_{e},R_{m})}{{\textrm {var}}(R_{m})}}}